# 滑川温泉
滑川温泉（なめがわおんせん）は、山形県米沢市大字大沢15番地（旧国出羽国、明治以降は羽前国）にある温泉。米沢八湯の一つで一軒宿の福島屋旅館は「温泉米沢八湯会」に加盟している。冬季（11月上旬 - 4月下旬）は休業する。

## 泉質
- 含硫黄-ナトリウム・カルシウム-炭酸水素塩・硫酸塩泉（低張性中性温泉）[1]

自家源泉を3つ持ち、全て源泉かけ流しである。青白く濁る湯は肌に優しい。

## 温泉街
合資会社福島屋が運営する一軒宿の「福島屋」（総客室数25室）がある。所在地は山形県米沢市大字大沢字滑川15番地である。吾妻連峰の板谷峠に位置し、電気も水道も通っておらず、水力発電と貯水タンクの水で賄っている。渓流沿いの岩風呂、檜風呂、内風呂（いずれも混浴、女性専用の時間帯あり）が存在する。
近隣（一軒宿から徒歩30分の地点）には日本の滝百選にも選ばれている滑川大滝がある。

## 歴史
発見は1742年。郷士斎藤盛房が、川中で足を滑らせ転倒した際に高温の石に触れ、温泉を発見した。温泉名もこれに因み、川で滑ったことから滑川となった。
一軒宿は1763年に、笹木正直が米沢藩の許可を得て開業。湯治場として賑わった。その名残で余裕が有る場合は一人でも宿泊を受け付けてもらえる。また現在も自炊部が存在しており長期の湯治に便利。

## アクセス
- 車：東北自動車道福島飯坂ICから約40分。
- 鉄道：JR東日本奥羽本線（山形線）峠駅下車、駅から送迎車約20分（要予約）。
  - 温泉送迎車は基本的に宿泊者向けなので、事前に要確認。駅周辺の二次交通機関はない。
  - 峠駅から歩いていくことも可能。200m前後の登山になるため体力がある人向け。約一時間前後（上り坂であるため個人差有り）を見込んでおく必要が有る。日帰り入浴(500円)の際は列車時間に注意。

## 周辺
- 滑川大滝
- 姥湯温泉
- 五色温泉
- 笠松鉱泉